# لوینا (خواننده)
لوینا (به انگلیسی: Levina) با نام اصلی ایزابلا لوئین (به انگلیسی: Isabella Lueen) (زاده ۴ دسامبر ۱۹۹۱) خواننده، ترانه سرا آلمانی است.
او در مسابقه آواز یوروویژن ۲۰۱۷ نماینده آلمان بود .